# Santa Maria della Febbre
De Santa Maria delle Febbre was een antiek gebouw uit de derde eeuw, naast de Sint-Pietersbasiliek in Rome. Het werd gebouwd als mausoleum op de Vaticaanse necropolis, werd later verbouwd tot rooms-katholieke kerk en diende vervolgens als sacristie van de basiliek, waarna het gebouw in 1777 werd afgebroken.

## Mausoleum
Het gebouw had een cilindrische vorm en werd gebouwd als mausoleum. Uit stempels op opgegraven stenen blijkt dat het werd gebouwd tijdens de regering van keizer Caracalla (211-217). Het mausoleum stond midden op de renbaan van het destijds al buiten gebruik geraakte Circus van Nero, direct naast de Vaticaanse Obelisk die de spina van het circus sierde. Welke personen hier begraven werden is onbekend, maar omdat het mausoleum op terrein van de keizer was gebouwd, is het mogelijk dat het voor de keizerlijke familie of andere naasten was.
Voor de bouw van de Oude Sint-Pietersbasiliek werd vanaf 318 een groot platform gebouwd op helling van de Vaticaanse heuvel. De onderste 10 meter van het mausoleum verdween daarbij onder de grond, waardoor het gebouw een ander aanzicht kreeg Na de bouw van de basiliek werd naast het oorspronkelijke mausoleum nog een tweede mausoleum gebouwd, mogelijk voor Anastasia, de halfzuster van keizer Constantijn. De beide naast elkaar gelegen mausolea werden onderling verbonden met een corridor en vormden stilistisch gezien een geheel. In de 5e eeuw werden ze gebruikt door de keizerlijke familie. Onder andere de keizers Honorius en Theodosius II, werden hier met hun familie bijgezet.

## Kerk
Aan het begin van de 6e eeuw werd het eerste mausoleum in opdracht van Paus Symmachus omgebouwd tot een kerk en gewijd aan de apostel Andreas. De kerk kreeg de  Rotunda Sancti Andreae. De kerk werd in de 14e eeuw opnieuw gewijd, nu aan Maria. Hier werd een icoon vereerd, genaamd Maria van de koorts (bedoeld wordt malaria) (Maria della Febbre), waaraan de kerk haar toenmalige naam dankt. Malaria was in vroegere tijden een groot probleem voor de volksgezondheid in de omgeving van Rome.

## Sacristie
In 1450 werd de kerk verbouwd tot sacristie van de naastgelegen basiliek. Hierbij werd de ingang van het gebouw verplaatst. Vanaf 1506 werd de nieuwe Sint-Pietersbasiliek gebouwd en hierbij werd het tweede mausoleum, inmiddels omgevormd tot de kapel van de heilige Petronella, afgebroken. De tot sacristie omgevormde Santa Maria della Febbre werd echter behouden en geïntegreerd met de nieuwe basiliek. Pas in 1777 werd het antieke gebouw afgebroken en vervangen door een nieuwe sacristie. Het onderste deel van het mausoleum ligt echter nog steeds begraven onder het huidige gebouw.

## Afbeeldingen

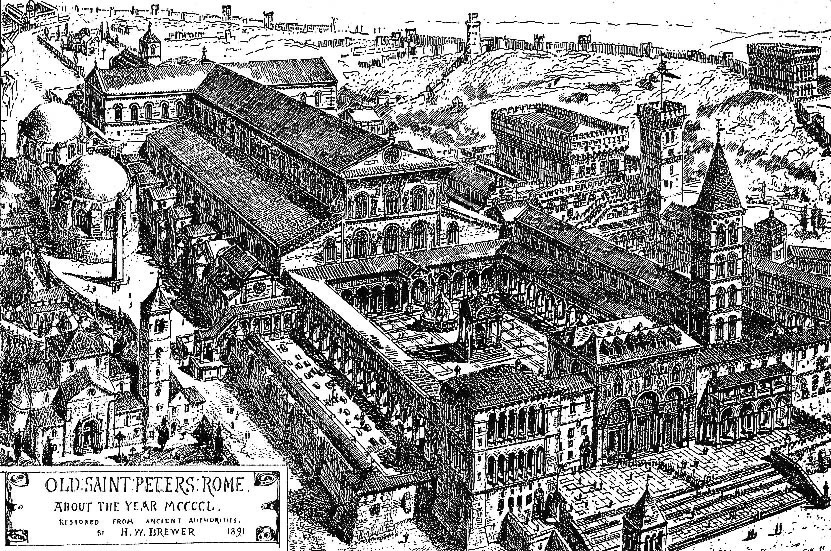
De beide mausolea links naast de oude basiliek. Santa Maria della Febbre is de voorste naast de obelisk
De Santa Maria della Febbre, romantische interpretatie uit 1629 van Pieter Saenredam, gebaseerd op de tekening van Van Heemskerck
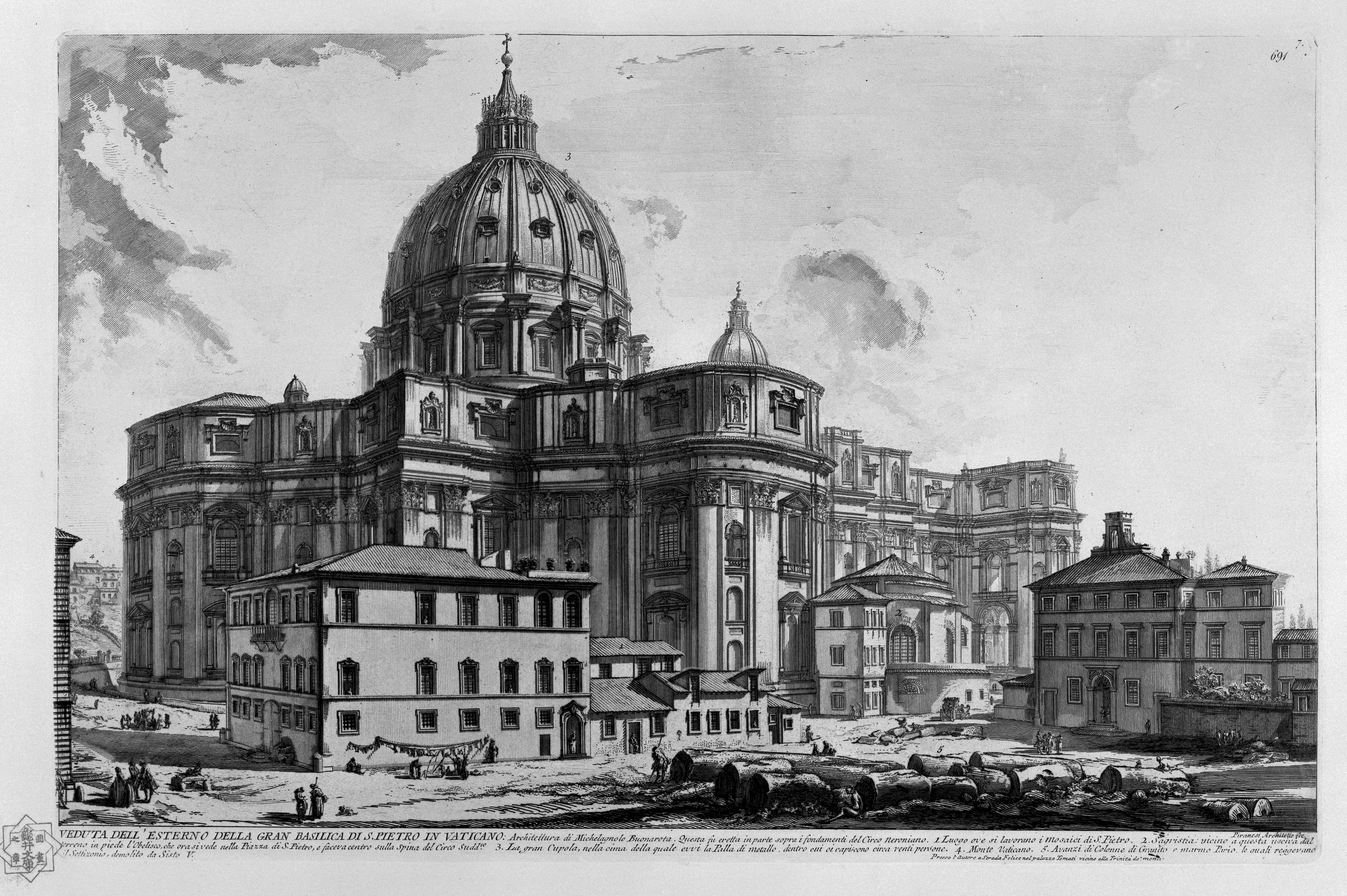
Voorstelling met het mausoleum (midden-rechts) als sacristie van de nieuwe (hier gesublimeerde) Sint-Pieter in de 18e eeuw